# Rally Halkidikis
El Rally Halkidikis, oficialmente ELPA Rally, es una prueba de rally que se disputó anualmente en la región de Halkidiki en Grecia desde 1976 y que ha sido cita habitual del Campeonato de Europa de Rally.
A lo largo de su historia la prueba ha sido dominada por pilotos extranjeros especialmente italianos que en la década de los 80 lograron vencer en seis ocasiones consecutivas, siempre con vehículos de la marca Lancia, como el Lancia Rally 037, que logró tes victorias con los pilotos Antonio Tognana, Carlo Capone y Miki Biasion, el Lancia Delta S4 con una victoria en 1986 en manos de Fabrizio Tabaton, y el Lancia Delta, vehículo que en sus diferentes evoluciones venció en seis ocasiones. En los años 1990 los pilotos griegos también lograron vencer como Leonidas Kyrkos que se hizo con dos victorias a bordo del Ford Escort RS Cosworth en 1995 y 1996 y posteriormente lo haría Aris Vovos que con el Subaru Impreza WRC dio la primera victoria a un World Rally Car en la prueba griega.
En la edición del año 2003 se vivió un momento dramático, en el primer tramo el piloto griego Dimitris Koliopanos a bordo de un Toyota Yaris chocó contra un poste de tendido eléctrico y un transformador de dos toneladas cayó sobre el vehículo provocándole la muerte mientras que su copiloto, con heridas graves pudo sobrevivir. La prueba fue cancelada.
En 2008 no se celebró y en 2011 la prueba estaba calendada para el mes de abril pero las exigencias de la comisión organizadora del Campeonato de Europa que obligaba a cambiarla de fecha así como de superficie (de tierra a asfalto) sumado la falta de patrocinios y la crisis económica del país, la prueba se canceló y no se volvió a realizar.

## Palmarés
| Año  | Edición                   | Piloto                | Copiloto             | Automóvil                      | Series        |
| ---- | ------------------------- | --------------------- | -------------------- | ------------------------------ | ------------- |
| 1976 | 1º Rally Elpa Halkidikis  | Tasos Livieratos      | Manólis Makrinos     | Alpine-Renault A110 1600       | ERC           |
| 1977 | 2º Rally Elpa Halkidikis  | Tasos Livieratos      | Manólis Makrinos     | Datsun 160 J                   | ERC           |
| 1978 | 3º Rally Elpa Halkidikis  | Antonio Carello       | Marurizio Perissinot | Lancia Stratos                 | ERC           |
| 1979 | 4º Rally Elpa Halkidikis  | Jochi Kleint          | Günter Wanger        | Opel Ascona 1.9 SR             | ERC           |
| 1980 | 5º Rally Elpa Halkidikis  | Antonio Zanini        | Víctor Sabater       | Porsche 911 SC                 | ERC           |
| 1981 | 6º Rally Elpa Halkidikis  | Adartico Vudafieri    | Arnaldo Bernacchini  | Fiat 131 Abarth                | ERC           |
| 1982 | 7º Rally Elpa Halkidikis  | Jimmy McRae           | Ian Grindrod         | Opel Ascona 400                | ERC           |
| 1983 | 8º Rally Elpa Halkidikis  | Antonio Tognana       | Massimo De Antoni    | Lancia Rally 037               | ERC           |
| 1984 | 9º Rally Elpa Halkidikis  | Carlo Capone          | Sergio Cresto        | Lancia Rally 037               | ERC           |
| 1985 | 10º Rally Elpa Halkidikis | Miki Biasion          | Tiziano Siviero      | Lancia Rally 037               | ERC           |
| 1986 | 11º Rally Elpa Halkidikis | Fabrizio Tabaton      | Luciano Tedeschini   | Lancia Delta S4                | ERC           |
| 1987 | 12º Rally Elpa Halkidikis | Dario Cerrato         | Giuseppe Cerri       | Lancia Delta HF 4WD            | ERC           |
| 1988 | 13º Rally Elpa Halkidikis | Fabrizio Tabaton      | Luciano Tedeschini   | Lancia Delta Integrale         | ERC           |
| 1989 | 14º Rally Elpa Halkidikis | Yves Loubet           | Jean-Marc Andrié     | Lancia Delta Integrale         | ERC           |
| 1990 | 15º Rally Elpa Halkidikis | Michele Rayneri       | Loris Roggia         | Lancia Delta Integrale         | ERC           |
| 1991 | 16º Rally Elpa Halkidikis | Piero Liatti          | Luciano Tedeschini   | Lancia Delta Integrale 16V     | ERC           |
| 1992 | 17º Rally Elpa Halkidikis | Erwin Weber           | Manfred Hiemer       | Mitsubishi Galant VR-4         | ERC           |
| 1993 | 18º Rally Elpa Halkidikis | Vanio Pasquali        | Luciano Tedeschini   | Ford Escort RS Cosworth        | ERC           |
| 1994 | 19º Rally Elpa Halkidikis | Sergio Pianezzola     | Lucio Baggio         | Lancia Delta HF Integrale      | ERC           |
| 1995 | 20º Rally Elpa Halkidikis | Leonídas Kyrkos       | Ioánnis Stavropoulos | Ford Escort RS Cosworth        | ERC           |
| 1996 | 21º Rally Elpa Halkidikis | Leonídas Kyrkos       | Ioánnis Stavropoulos | Ford Escort RS Cosworth        | ERC           |
| 1997 | 22º Rally Elpa Halkidikis | Krzysztof Hołowczyc   | Maciej Wisławski     | Subaru Impreza 555             | ERC           |
| 1998 | 23º Rally Elpa Halkidikis | Aris Vovos            | Ioánnis Alvanos      | Subaru Impreza WRC             | ERC           |
| 1999 | 24º Rally Elpa Halkidikis | Ioánnis Papadimitríou | Kóstas Stefanis      | Subaru Impreza WRC             | ERC           |
| 2000 | 25º Rally Elpa Halkidikis | Henrik Lundgaard      | Jens Christian Anker | Toyota Corolla WRC             | ERC           |
| 2001 | 26º Rally Elpa Halkidikis | Aris Vovos            | "El-Em"              | Subaru Impreza WRC             | ERC           |
| 2002 | 27º Rally Elpa            | Renato Travaglia      | Flavio Zanella       | Peugeot 206 WRC                | ERC           |
| 2003 | 28º Rally Elpa            | Bruno Thiry           | Jean-Marc Fortin     | Peugeot 206 WRC                | ERC           |
| 2004 | 29º Rally Elpa            | Simon Jean-Joseph     | Jack Boyère          | Renault Clio S1600             | ERC           |
| 2005 | 30.º Rally Elpa           | Giandomenico Basso    | Mitia Dotta          | Fiat Punto S1600               | ERC           |
| 2006 | 31.er Rally Elpa          | Dimitar Iliev         | Yanaki Yanakiev      | Mitsubishi Lancer Evo IX       | ERC           |
| 2007 | 32.º Rally Elpa           | Volkan Işık           | Kaan Özşenler        | Fiat Abarth Grande Punto S2000 | ERC           |
| 2008 | No se celebró             | No se celebró         | No se celebró        | No se celebró                  | No se celebró |
| 2009 | 34º Rally Elpa            | Ioánnis Papadimitríou | Allan Harryman       | Mitsubishi Lancer Evo IX       | ERC           |
| 2010 | 34º Rally Elpa            | Vovos Armadios        | Loris Meletopoulos   | Mitsubishi Lancer Evo IX       | ERC           |
| 2011 | 35º Rally Elpa            | Cancelado             | Cancelado            | Cancelado                      | Cancelado     |

- Fuentes[2]